# 7 Sins
 (janvier 2016).
Si vous disposez d'ouvrages ou d'articles de référence ou si vous connaissez des sites web de qualité traitant du thème abordé ici, merci de compléter l'article en donnant les références utiles à sa vérifiabilité et en les liant à la section « Notes et références ».
7 Sins est un jeu vidéo de simulation de vie développé par Monte Cristo Multimédia, sorti le 15 mai 2005. Il est disponible sur PC et PlayStation 2. Ce jeu est déconseillé aux moins de 16 ans en France et a été interdit aux États-Unis pour son caractère érotique. Il traite des sept péchés capitaux : l'avarice, la colère, l'envie, la gourmandise, l'orgueil, la paresse et la luxure. Le but de ce jeu est donc de voir des femmes nues, voler leurs sacs, devenir populaire, gagner de l'argent, frapper d'autres gens. 7 Sins possède, de plus, des mini-jeux.